# Elymus kokonoricus
Elymus kokonoricus är en gräsart som först beskrevs av Nikolai Nikolaievich Tzvelev, och fick sitt nu gällande namn av Áskell Löve. Elymus kokonoricus ingår i släktet elmar, och familjen gräs. Inga underarter finns listade i Catalogue of Life.